# El Marquès
El Marquès és una entitat de població del municipi de Massanes, a la comarca catalana de la Selva. En el cens de 2006 tenia 109 habitants.